# هندسة خضراء
تقترب الهندسة الخضراء من تصميم المنتجات والعمليات من خلال تطبيق مبادئ مجدية ماليًا وتقنيًا لتحقيق هدف واحد أو أكثر من الأهداف التالية: (1) خفض كمية التلوث الناتج عن إنشاء أو تشغيل منشأة، (2) التقليل من تعرض السكان للمخاطر المحتملة إلى أدنى حد (بما في ذلك تقليل السمية)، (3) الاستخدامات المحسنة للمادة والطاقة طوال دورة حياة المنتج والعمليات، و(4) الحفاظ على الكفاءة الاقتصادية والجدوى. يمكن أن تكون الهندسة الخضراء إطارًا شاملًا لجميع تخصصات التصميم.

## المبادئ
تتبع الهندسة الخضراء تسعة مبادئ توجيهية:
1. تستخدم العمليات الهندسية وكافة منتجاتها تحليل النظم ودمج أدوات تقييم الأثر البيئي.
2. الحفاظ على النظم البيئية الطبيعية وتحسينها مع حماية صحة الإنسان وعافيته.
3. استخدم مبدأ فكر دورة الحياة في جميع الأنشطة الهندسية.
4. التأكد من أن جميع مدخلات ومخرجات المواد والطاقة آمنة وحميدة قدر الإمكان.
5. التقليل من استنزاف الموارد الطبيعية.
6. منع تشكل النفايات.
7. تطوير الحلول الهندسية وتطبيقها مع مراعاة طبيعة جغرافية المنطقة المحلية والتطلعات والثقافات.
8. إنشاء حلول هندسية تتجاوز التقنيات الحالية أو السائدة؛ تحسين وابتكار واختراع (تقنيات) لتحقيق الاستدامة.
9. الإشراك الفعال للمجتمعات وأصحاب المصلحة في تطوير الحلول الهندسية.[2][2]

قدمت الجمعية الكيميائية الأمريكية في عام 2003 قائمة جديدة تألفت من اثني عشر مبدًا:
1. متأصّلة بدلًا من كونها عرضية - يحتاج المصممون إلى السعي لضمان أن تكون جميع مدخلات ومخرجات المواد والطاقة غير خطرة بشكل متأصل قدر الإمكان.
2. منع التشكل بدلًا من المعالجة - من الأفضل منع تشكل النفايات بدلًا من معالجتها أو تنظيفها بعد تشكلها.
3. التصميم على أساس الفصل - يجب تصميم عمليات الفصل والتنقية لتقليل استهلاك الطاقة واستخدام المواد.
4. زيادة الكفاءة إلى أقصى حد - يجب تصميم المنتجات والعمليات والأنظمة لزيادة كفاءة الكتلة والطاقة والمساحة والوقت إلى أقصى حد.
5. إخراج المخرجات ضد دفع المدخلات - يجب أن «تُخرج مخرجات» المنتجات والعمليات والأنظمة بدلًا من «دفع مدخلاتها» من خلال استخدام الطاقة والمواد.
6. الحفاظ على التشعب - يجب النظر إلى الأنتروبيا الراسخة والتشعب بصفتهم استثمارًا عند اتخاذ خيارات التصميم وفق مبادئ إعادة التدوير أو إعادة الاستخدام أو التخلص المفيد.
7. المتانة بدلًا من الخلود - يجب أن تكون المتانة المستهدفة، وليس الخلود، هدفًا تصميميًا.
8. تلبية الاحتياجات، وتقليل الزيادة - يجب اعتبار حلول الكفاءة أو السعة غير الضرورية (كمقاس واحد يناسب الجميع مثلًا) من عيوب التصميم.
9. تقليل تنوع المواد - يجب تقليل تنوع المواد المُستخدمة في صناعة المنتجات متعددة المكونات إلى الحد الأدنى من أجل تعزيز عملية تفكيك المنتج والاحتفاظ بقيمة العناصر.
10. ربط تدفقات المواد والطاقة - يجب أن يتضمن تصميم المنتجات والعمليات والنظم التكامل والترابط مع تدفقات الطاقة والمواد المتاحة.
11. تصميم «دورة حياة منتج جديدة» التجاري (إعادة استخدام المنتج بعد انتهاء عمره الافتراضي) - يجب تصميم المنتجات والعمليات والأنظمة للأداء وفق مبدأ «دورة حياة منتج جديدة» التجاري.
12. الطاقة المتجددة بدلًا من نضوبها - يجب أن تكون مدخلات المواد والطاقة قابلة للتجديد بدلًا من نضوبها.[3]